# Melitaea albicans
Melitaea albicans är en fjärilsart som beskrevs av Pieszeck 1909. Melitaea albicans ingår i släktet Melitaea och familjen praktfjärilar. Inga underarter finns listade i Catalogue of Life.